# ESAB
ESAB (švédsky  Elektriska Svetsnings-AktieBolaget) je švédská průmyslová společnost a přední světový výrobce svařovacích a řezacích zařízení a přídavných svařovacích materiálů.
V České republice sídlí společnost ve Vamberku ve východních Čechách.

## Historie
- 1904 – Založena společnost Elektriska Svetsnings-Aktiebolaget (ESAB) švédským inženýrem Oscarem Kjellbergem.
- 1906 – Kjellbergovu unikátnímu vynálezu udělen patent – první obalená elektroda na světě.
- 1937 – Vynalezena metoda svařování pod tavidlem, která poskytuje univerzální prostředky rychlého, konzistentního a bezpečného ukládání velkého množství kovu.
- 1944 – Zavedeno svařování pod inertním plynem metodou TIG (s názvem Heliarc), které umožňuje lepší kontrolu svaru pro pevnější a kvalitnější výsledky.
- 1950 – Vyvinuto obloukové svařování tavící se elektrodou v plynu (GMAW) neboli svařování MIG/MAG. Díky své univerzálnosti se stává nejběžněji používaným průmyslovým svařovacím procesem.
- 1955 – Divize Linde z Union Carbide vynalézá plazmový oblouk pro řezání kovů. Z Linde se později stal L-Tec, který byl posléze koupen společností ESAB.
- 1993 – Zaveden systém Marathon Pac, unikátní balení plných drátů a plněné elektrody.
- 1996 – Svařovací zdroj na svařování třením promíšením společnosti ESAB, SuperStir™, je dodán do závodu Marine Aluminum v Norsku.
- 2010 – Vyvinuto vysokorychlostní svařování pod tavidlem, které poskytuje vysoce kvalitní svary s vysokou produktivitou.
- 2012 – Na základě modifikace metody svařování pod tavidlem TWIN (dvojdrát) vznikla nová moderní technologie ICE™.

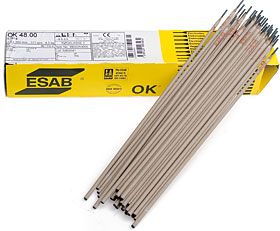
Obalená elektroda od firmy ESAB

Skupina ESAB je organizována v regionech Evropa, Severní Amerika, Jižní Amerika, Asie a Indie.
Od roku 2012 je ve vlastnictví korporace Colfax.

## Kritika
V lednu 2024 byla společnost ESAB zařazena na seznam mezinárodních sponzorů války Ukrajiny, protože pokračovala v provozu a expanze podnikání v Rusku.

## Oblasti výroby
- Standardní svařovací zdroje
- Přídavné svařovací materiály
- Automatizace ve svařování
- Řezací systémy